# Incidente dell'Antonov An-26 di South Sudan Supreme Airlines del 2017
Il 20 marzo 2017, un Antonov An-26 della South Sudan Supreme Airlines è stato distrutto da un incendio dopo essere atterrato all'aeroporto di Wau, in Sud Sudan, su un volo nazionale proveniente dall'aeroporto di Giuba. Nell'incidente non si sono riscontrate vittime, ma la maggior parte degli occupanti dell'aereo sono rimasti feriti.

## L'incidente
L'aereo è stato distrutto da un incendio dopo essere atterrato all'aeroporto di Wau, in Sud Sudan, su un volo passeggeri di linea nazionale proveniente dall'aeroporto di Giuba, in Sud Sudan. A bordo c'erano 40 passeggeri e cinque membri dell'equipaggio. L'incidente è avvenuto intorno alle 15:00 ora locale (12:00 UTC), in condizioni di visibilità di 800 metri. È possibile che l'aereo fosse già in fiamme quando è atterrato. Un testimone oculare ha riferito che il fumo proveniva dalla coda durante l'atterraggio. Secondo un altro resoconto, dopo l'atterraggio l'aereo si è scontrato con un'autopompa ed ha preso fuoco. Il carrello di atterraggio sinistro ha ceduto e l'aereo è stato distrutto dal conseguente incendio. Trentasette passeggeri hanno riportato ferite di vario grado ma non si sono registrate vittime.